# Cotinusa leucoprocta
Cotinusa leucoprocta är en spindelart som först beskrevs av Cândido Firmino de Mello-Leitão 1947. 
Cotinusa leucoprocta ingår i släktet Cotinusa och familjen hoppspindlar. Inga underarter finns listade i Catalogue of Life.